# Catedral de Maria Nossa Rainha (Baltimore)
A Catedral Maria Nossa Rainha é uma catedral católica romana localizado no norte de Baltimore, Maryland, EUA. A estrutura é notável em tamanho e desde a sua conclusão em 1959, classifica-se como a terceira maior catedral nos Estados Unidos.
A Catedral é a sede da Arquidiocese de Baltimore juntamente com a Co-Catedral Basílica do Santuário Nacional da Assunção da Bem-Aventurada Virgem Maria, no centro de Baltimore. O templo está localizada no Homeland, região do norte da cidade de Baltimore e perto da Universidade Loyola de Maryland e do Seminário de Santa Maria, o primeiro seminário católico nos Estados Unidos. Ele foi construído com recursos legados por um irlandês comerciante de Baltimore, Thomas J. O'Neill. 

## História

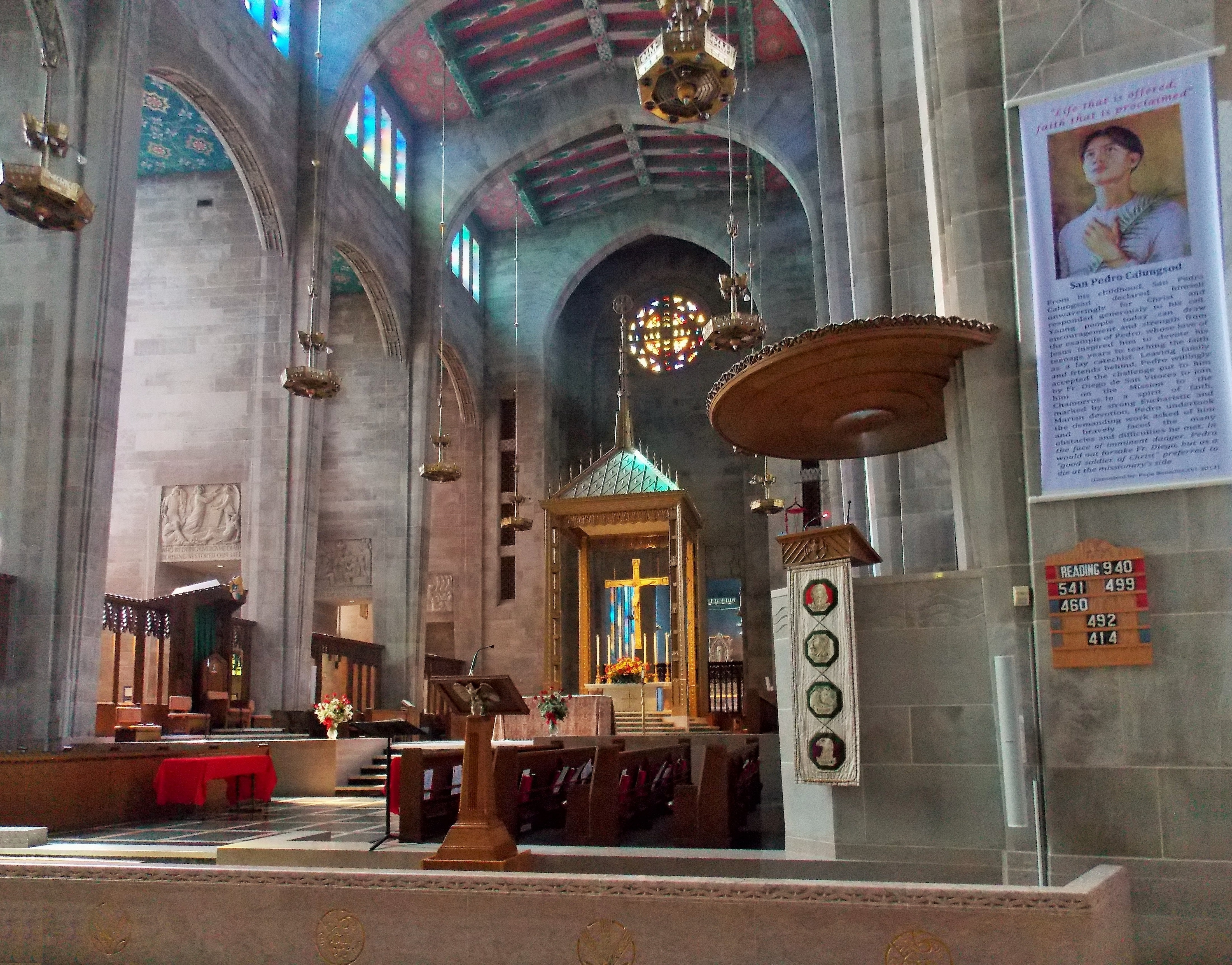
Interior da catedral

Em outubro de 1954, se iniciou a construção da nova catedral e na manhã do dia 13 de outubro de 1959, poucos dias após o quinto aniversário de normação episcopal do Bispo Jerome Sebastian, idealizador do projeto, consagrava-se a catedral. O projeto é gótico com acentos art déco, construída de tijolo confrontados com calcário , e usa uma fachada clássica virada para o leste. As medidas  da catedral são: 373 pés (114 m) de comprimento, 132 pés (40 m) de largura e 163 pés (50 m) para o topo das duas torres e pode acomodar 1.900 pessoas. 
A cripta sob o piso principal da catedral é reservado para os restos de arcebispos e bispos auxiliares de Baltimore. Seis bispos estão enterrados na cripta: Lawrence Cardeal Shehan (1898 -1984), Francis Patrick Keough (1890 - 1961), Jerome Sebastian (1895  - 1960) Thomas Austin Murphy (1911  - 1991) Philip Francis Murphy (1933 - 1999) e William Donald Fronteiras (1913 - 2010).
Uma antena de telefone está escondido dentro de uma das torres, gerando receita para a arquidiocese. 
O Papa João Paulo II visitou tanto a Catedral de Maria Nossa Rainha e a Basílica de Baltimore, como Papa em 1995 e em 1976 como o cardeal Karol Wojtyla. Uma placa de fora da Capela do Santíssimo Sacramento, no norte do transepto, comemora a visita de 1995.

## Orgãos

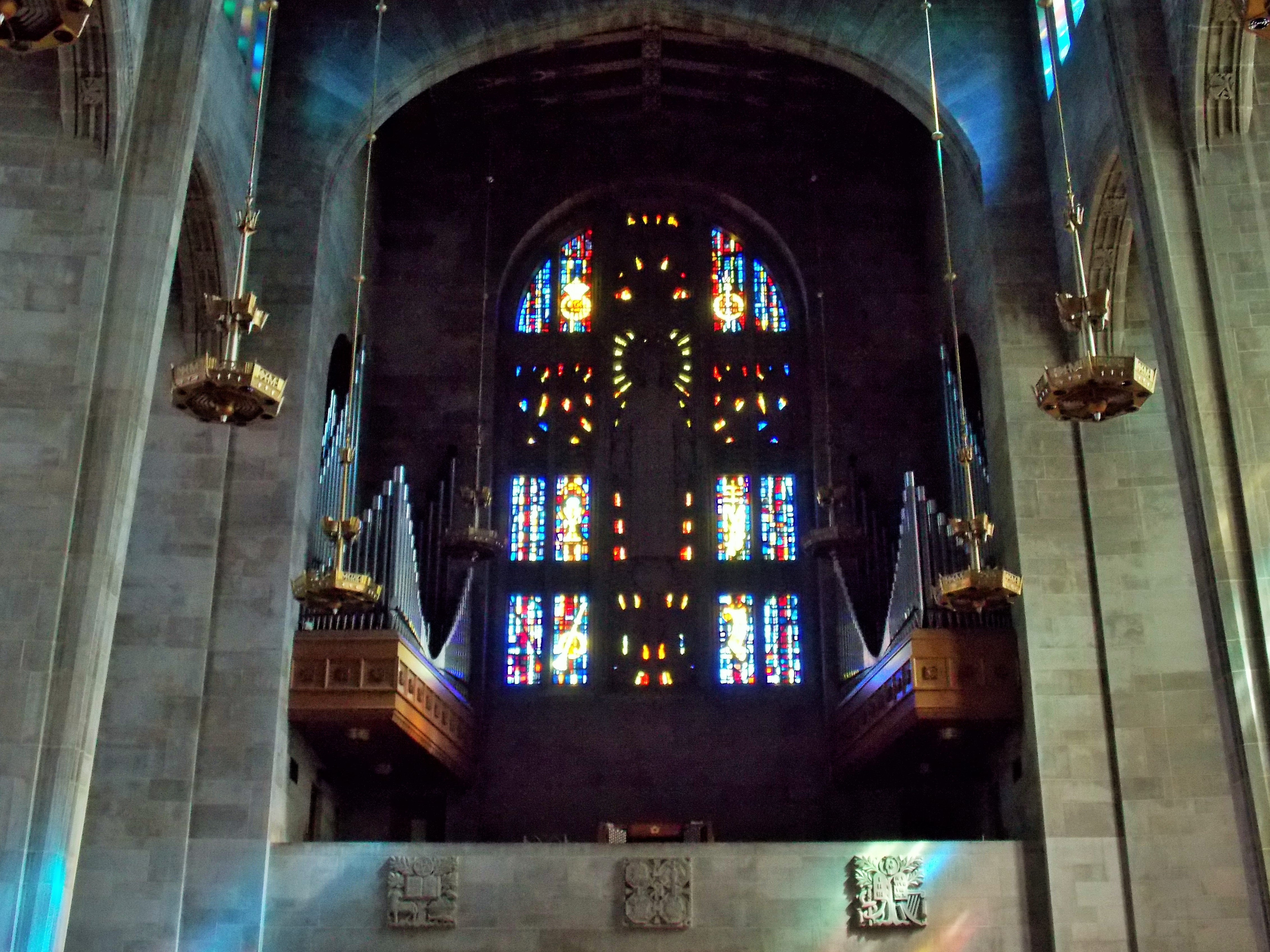
Orgão de tubulação

A catedral possui dois órgãos. Os órgãos originais eram o  Opus 9200 do MP Moller Empresa de Hagerstown, Maryland. Depois de 46 anos de uso e alguns danos consideráveis devido à água e fumaça, a arquidiocese decidiu restabelecer os órgãos da catedral em 2005, escolheu o Schantz Organ Co. de Ohio para restaurar e substituir muitas partes dos instrumentos originais. A restauração começou com a remoção do órgão Grande Galeria e, depois que foi reinstalado, iniciou-se o órgão mor.
Além de nova tubulação, trabalho de voz, novas caixas de vento, Schantz construiu duas novas idênticas de quatro manuais consoles: um para a galeria e outro para a capela-mor permitindo que o organista para controlar ambos os órgãos a partir de qualquer localização. O console mor pode moveu ao redor do santuário para atender às diversas necessidades. Na instalação original Moller, o console do órgão Grande Galeria tinha quatro manuais e poderia controlar tanto sobre a Galeria e órgãos do Santuário. O órgão console do Santuário era de dois manuais, tinha total controle sobre o órgão Santuário e o órgão Galleria através de controles "cego". O console do Santuário foi substituído, em 1974, devido a um incêndio no console que causou danos de fumaça para tubagem de ambos os órgãos. Após as reformas, o órgão Grande Galeria possui 100 fileiras eo órgão Santuário detém 27. O primeiro solo concerto no órgão restaurado ocorreu 5 de julho de 2007 por Cherry Rhodes como parte das cerimônias de encerramento da Aliança Americana de Organistas convenção regional realizada em Baltimore.